# Ryjówka syberyjska
Ryjówka syberyjska (Sorex daphaenodon) – gatunek ssaka z rodziny ryjówkowatych. Ubarwienie dwubarwne. Żyje w Azji. Wyróżnia się 4 podgatunki. Nie zagraża mu wyginięcie.

## Genetyka
Diploidalna liczba chromosomów zależy od miejsca. W Kraju Krasnojarskim wynosi 26 bądź 27 chromosomów, podczas gdy w Mongolii, w okolicach jeziora Bajkał i na Dalekim Wschodzie wynosi 28 lub 29. Liczba fundamentalna wynosi niezmiennie 46. Chromosomów jest więc więcej niż u blisko spokrewnionych ryjówek. Wśród autosomów obserwuje się 8-9 par metacentrycznych oraz 4-5 par akrocentrycznych. Występują 3 chromosomy płciowe, podobnie jak u ryjówki aksamitnej, iberyjskiej, kaukaskiej czy alpejskiej. Dużemu, metacentrycznemu chromosomowi X towarzyszą dwa akrocentryczne chromosomy Y, przy czym Y1 jest mały, a Y2 osiąga średnie rozmiary, podobnie jak u ryjówki zwieńczonej, kaukaskiej czy alpejskiej.

## Budowa
Długość głowy i tułowia wynosi od 5,4 do 7,8 cm. Ogon mierzy od 2,5 do 3,9 cm. Jest on względnie krótki, rzadko przekraczając połowę długości głowy i tułowia. Długość tylnej stopy zawiera się w przedziale między 1 a 1,3 cm. Masa ciała zawiera się w przedziale od 6 do 10,3 g.
Ubarwienie ryjówki syberyjskiej jest dwubarwne, zależy też od wieku zwierzęcia. Grzbiet młodych osobników jest brązowy czy ciemnobrązowy, u dorosłych zaś jeszcze ciemniejszy, od czarnobrązowego do czarnego. Nieco jaśniejsze są odeń boki zwierzęcia, odróżniające się od grzbietu. Brzuch jest ciemnoszary, odróżniający się od boków ciała. Podstawa ogona jest dwukolorowa, podczas gdy bardziej dystalna jego część już raczej jednolicie ciemna.

## Systematyka
Gatunek opisał Thomas w 1907. Jako miejsce typowe podał Dariné, 25 mil na północny zachód od Korsakoff, Saghalien. Miał na myśli miejsca nazywane dziś Korsakow i wyspą Sachalin na terenach pod władaniem Rosji.
Ryjówka syberyjska zalicza się do ryjówkowatych (Soricidae) – rodziny dzielonej na trzy podrodziny: ryjówki (Soricinae), zębiełki (Crocidurinae) oraz myszoryjki (Myosoricinae). Podrodzina Soricinae dzieli się dalej na sześć plemion, wśród których wymienia się krecikówki (Anourosoricini), blarynki (Blarinellini), blariny (Blarinini), wodoryjki (Nectogalini), sorki (Notiosoricini) i ryjówki (Soricini). To ostatnie plemię obejmuje pojedynczy rodzaj Sorex, czyli ryjówkę, zasobny w 86 gatunków. Gatunki te dzieli się na dwie grupy tworzące odrębne podrodzaje Sorex (Sorex) i Sorex (otisorex), pozostawiając niektóre gatunki niezaliczone do żadnego. W obrębie licznego w gatunki podrodzaju Sorex (Sorex) wyróżnia się grupy bliżej spokrewnionych ze sobą gatunków. Przeprowadzone badania genetyczne uwzględniające nDNA i mtDNA wskazują na przynależność ryjówki zwieńczonej do grupy gatunkowej ryjówki aksamitnej, araneus group. Grupa ta obejmuje także ryjówkę aksamitną, alpejską, iberyjską, kaukaską i zwieńczoną.
Wyróżnia się 4 podgatunki:
- Sorex daphaenodon daphaenodon Thomas, 1907
- Sorex daphaenodon orii Kuroda, 1933
- Sorex daphaenodon sanguinidens G.M. Allen, 1914
- Sorex daphaenodon scaloni Ognev, 1933

## Tryb życia i cykl życiowy
Ryjówka syberyjska rozmnaża się szybko, im bardziej na północ, tym szybciej. Wedle IUCN pokolenie trwa rok. W jednym roku ryjówka ta potrafi wydać na świat dwa bądź nawet trzy mioty, jak to potrafią i inne blisko spokrewnione gatunki, na przykład ryjówka aksamitna, wedle IUCN nawet cztery. Rozród odbywa się latem. Ciężarne samice spotykano w okresie od czerwca do sierpnia, samce z powiększonymi jądrami zaś od czerwca do połowy września. Pojedynczy miot obejmuje od 4 do 9 młodych, średnio 7, zależnie od miejsca 6,5 noworodka w środkowym biegu Leny, a 7,9 młodego w dorzeczu Omołonu, dopływu Kołymy. Niekiedy, acz rzadko, rozród następuje już w pierwszym roku życia, jak to zauważono w dorzeczu Omołonu, ale też w środkowej Jakucji, gdzie tegoroczne samce uczestniczą w zapładnianiu samic.
Osobniki młodociane widywano od pierwszej połowy czerwca, potwierdzają to autorzy badań czukockich i środowojakuckich. We wrześniu okres rozrodu kończy się. Długość życia wynosi między 14 a 16 miesięcy.
Nie ma danych dotyczących wzorca aktywności ryjówki syberyjskiej. Niemniej ryjówkowate zazwyczaj aktywne są i w dzień, i w nocy.

## Rozmieszczenie geograficzne
Ryjówka syberyjska żyje w Azji. Wedle Handbook of the Mammals of the World spotyka się ją na terenie Mongolii (na północy kraju), w Chinach (północny wschód państwa), w Rosji (na wschodzie) oraz w Korei Północnej (północny wschód). IUCN wymienia Rosję, Mongolię (dorzecza Selenge i Orhonu w górach Hangai, wzdłuż rzeki Herlen, na stepach Helh i Mongol Daguur oraz w Mongolii Wschodniej, a także w górach Ikh Hyangan), Kazachstan i Chiny (Heilongjiang, Mongolia Wewnętrzna, Jilin). Jako zachodnią granicę podaje Ural, jako wschodnią zaś wybrzeże Pacyfiku. Podgatunek nominatywny opisany z wyspy Sachalin, zajmuje Daleki Wschód, prócz wspomnianej wyspy występując również w obwodzie amurskim i Kraju Chabarowskim. Sorex daphaenodon sanguinidens także żyje w obwodzie amurskim na jego północy, sięgając z jednej strony Kamczatki i Czukotki, ale też żyjąc we wschodniej i środkowej Syberii. S. d. scaloni zamieszkuje zachodnią Syberię. S. d. orii zasiedla wyspę Paramuszyr.

## Ekologia
Siedliskiem gatunku są wilgotne łąki bądź tereny porosłe krzewami na równinach zalewowych. Ryjówka syberyjska unika natomiast łąk górskich bądź lasów. Spotykano ją co prawda w górach, jak w północnomongolskich wzgórzach Chentej czy też wzniesieniach transbajkalskich, ale i w ich obrębie ryjówki zamieszkiwały wilgotne łąki i tereny krzewiaste. IUCN podaje także lasy, mieszane, obejmujące iglaste i szerokolistne, ale też i gaje brzozowe.
Zwierzę występuje niezbyt obficie. Nie stanowi dominującego gatunku ryjówki na zasiedlanych przez siebie obszarach. Autorzy wymieniają niemniej nieliczne tereny, na których ryjówka syberyjska jest pospolita, a więc południowo-zachodniosyberyjskie stepy Baraba, deltę rzeki Selenga w zlewisku Bajkału, równinę zalewową Omołonu, średni bieg Leny, dolinę rzeki Epoo na zachodzie mongolskich gór Chentej oraz równinę Khankan. Na niektórych terenach jest najobfitszą z ryjówek, IUCN wymienia lasostepy Barabińska, okolice Selengi i Nizinę Chankajską. Występuje sympatrycznie z ryjówką aksamitną, ryjówką średnią i malutką.
W diecie ryjówki syberyjskiej autorzy Handbook of the Mammals of the World wymieniają przede wszystkim owady, konsumowane w większej ilości od dźdżownicowatych, wśród owadów zaś dominują chrząszcze. Niemniej dokładny skład pożywienia ryjówki syberyjskiej zależy od miejsca i pory roku, niekiedy zmieniając się nawet z miesiąca na miesiąc. Badania przeprowadzono choćby na obszarze Czukotki i obwodu magadańskiego, gdzie dżdżownicowate stanowiły zaledwie 11,1% zawartości żołądków w lipcu, a 35,5% w sierpniu. Z kolei w zimie nie zaliczają się do pokarmu ryjówki syberyjskiej wcale. Wtedy ssaki te konsumują zwłaszcza pluskwiaki równoskrzydłe i w ponad jednej czwartej kręgowce, których z kolei nie znaleziono w okresie od czerwca do września. W tym ostatnim miesiącu w diecie obecne są też duże nasiona, co wiąże się z cyklem rozwoju roślin. Z kolei badania jakuckie wskazały na obecność muchówek i gąsienic w lecie, czego z kolei nie wykazano w północno-wschodniej Azji. Natomiast w żadnym miejscu ryjówki syberyjskie nie konsumują dużo pajęczaków. Z kolei IUCN wśród jej zdobyczy wymienia dżdżownicowate, pająki, dwuparce i owady, wśród których podaje chrząszcze, motyle, prostoskrzydłe (w tym świerszcze) i muchówki.
Ryjówka syberyjska pada ofiarą ptaków polujących tak w nocy, jak i w dzień, jak i ssaków, wśród których wymienić można sobola tajgowego, łasicę syberyjską i gronostaja europejskiego.

## Zagrożenia i ochrona
IUCN przyznała jej status gatunku najmniejszej troski (tak samo traktowany jest w Rosji, w Chinach ma status braku danych DD). Wedle IUCN nie ma żadnego spadku jego liczebności, która jest duża. Nie ma żadnych oszacowań całkowitej liczebności populacji, IUCN powołuje się jednak na badania z Chonin Nuga, gdzie ryjówka syberyjska występuje mniej obficie niż ryjówka średnia. Zauważono pojedyncze miejsca na terenach zajętych przez Rosję, gdzie gatunek ten rzeczywiście występuje najobficiej z ryjówek, wymieniając lasostepy Barabińska, okolice Selengi i Nizinę Chankajską. Ogólnie jednak w Rosji nie jest to gatunek występujący pospolicie. Jednakże wedle innych autorów gatunek nie występuje pospolicie. Jego liczebność w zachodniej i środkowej Syberii zmniejszyła się w ciągu ostatniej dekady.
Wśród zagrożeń wymienia się niszczenie środowiska naturalnego związane z działalnością człowieka, w tym pożary. Gatunek zamieszkuje obszary chronione, w Mongolii stanowią one około 7% zasięgu jego występowania. Wymaga dalszych badań.